# Mamma, ho perso l'aereo
Mamma, ho perso l'aereo (Home Alone) è un film del 1990 scritto e prodotto da John Hughes e diretto da Chris Columbus.
Il film segue le vicende di un ragazzino di Chicago di 8 anni di nome Kevin McCallister che viene per sbaglio dimenticato a casa dai genitori e dai parenti nella fretta di prendere un aereo per Parigi durante le feste di Natale. Il bambino, in assenza della famiglia, che cerca di tornare a prenderlo, dovrà difendere la propria casa da due malintenzionati, i ladri Harry e Marv.
Il film è stato presentato in anteprima a Chicago il 10 novembre 1990 ed è uscito nelle sale statunitensi il 16 novembre. Sebbene l'accoglienza del film sia stata inizialmente mista, negli anni successivi l'accoglienza è stata generalmente positiva, con elogi per il cast, l'umorismo e le musiche. Il film ha incassato 476,7 milioni di dollari in tutto il mondo, diventando la commedia live-action con il maggior incasso fino all'uscita di Una notte da leoni 2 (2011), e ha reso l'attore di 10 anni Macaulay Culkin una celebrità. Inoltre, è stato il secondo film di maggior incasso del 1990, dietro Ghost - Fantasma. È stato candidato a due Golden Globe come miglior film commedia o musicale e miglior attore in un film del genere a Culkin. Un sequel, Mamma, ho riperso l'aereo: mi sono smarrito a New York, è uscito nel 1992.

## Trama
Chicago, Illinois: la famiglia McCallister, composta dai coniugi Peter e Kate e dai loro figli Buzz, Megan, Jeff, Linnie e Kevin, quest'ultimo il più piccolo e spesso mal sopportato e ridicolizzato da tutti, sta per partire per Parigi per trascorrere le vacanze di Natale dal fratello di Peter, Rob, sposato con Georgette e padre di Steffan e di due gemelline. La sera prima della partenza vengono raggiunti da Frank, un altro fratello di Peter, che vive in Ohio con sua moglie Leslie e con i loro figli Tracy, Sondra, Brooke e Fuller. Con loro partiranno anche Heather e Rod, altri due figli di Rob e Georgette, che vivono negli Stati Uniti a casa degli zii Frank e Leslie e che vogliono ricongiungersi con i genitori in occasione delle festività natalizie. Durante la cena di famiglia in quella sera stessa, Kevin litiga con il fratello maggiore Buzz, colpevole d'aver mangiato la pizza al formaggio che era stata ordinata per lui. La lite finisce per rovinare la cena ed il biglietto aereo di Kevin viene accidentalmente buttato via, con il risultato che Kate lo manda a dormire in soffitta per punizione. Kevin si arrabbia con sua madre per aver permesso alla famiglia di prendersela con lui e desidera che i suoi parenti scompaiano. Quella stessa notte, una potente folata di vento provoca la rottura del ramo d'un albero che cade sui fili della corrente elettrica, causando un black out che mette fuori uso le sveglie.
Il mattino seguente, i McCallister vengono di conseguenza svegliati dagli autisti dei pulmini, che sono venuti per accompagnarli all'aeroporto, a soli 45 minuti dalla partenza del volo. Nella confusione creata per arrivare in tempo all'aeroporto, nessuno si accorge dell'assenza di Kevin, ancora addormentato in soffitta, il quale viene scambiato in un secondo momento dalla cugina Heather per un bambino vicino di casa venuto a salutare la famiglia. La famiglia McCallister riesce ad arrivare appena in tempo per prendere l'aereo, mentre Kevin si sveglia, trova la casa vuota e pensa di aver davvero fatto sparire i familiari, come aveva desiderato la sera prima. Approfittando del fatto di trovarsi da solo, il bambino decide di sfogarsi, facendo tutto ciò che gli era sempre stato proibito: saltare sul letto dei genitori, mangiare cibo spazzatura, rovistare tra le cose di Buzz e guardare film di gangster.
Alcune ore più tardi, mentre si trova ancora sull'aereo, Kate si risveglia da un sonno agitato, con la sensazione di aver dimenticato qualcosa; dopo averne parlato con Peter, si rende conto di aver lasciato a casa proprio il figlio minore. Nel frattempo, Kevin scopre che il quartiere dove abita è stato preso di mira da Harry Lime e Marv Merchants, una coppia di ladri che sta approfittando del periodo festivo e delle conseguenti assenze delle famiglie per compiere razzie nelle case, dopo che Harry, travestito da poliziotto, ha finto di fare un sopralluogo facendosi dare più informazioni possibili dai proprietari. Harry e Marv sono soliti tappare gli scarichi e lasciare aperti i rubinetti causando degli allagamenti nelle case che derubano, come una sorta di "firma", e per tale motivo si auto-soprannominano "i banditi del rubinetto". I due ladri provano ad irrompere un paio di volte nella casa dei McCallister ma vengono allontanati da Kevin, grazie a degli astuti stratagemmi da lui inventati, che li portano a credere che la famiglia sia ancora in casa. Dopo l'atterraggio a Parigi, Kate sceglie di rimanere in aeroporto nella speranza che si liberi un posto su un volo per poter tornare subito negli Stati Uniti, mentre Peter si reca dal fratello Rob con il resto dei parenti per far riposare i figli. I giorni passano e Kevin inizia a prendere confidenza con l'ambiente domestico: va a fare la spesa, fa il bucato e prepara anche l'albero di Natale.
Nel frattempo, alla vigilia di Natale, Harry e Marv capiscono alla fine che il ragazzino è solo e pianificano di fare irruzione nella casa la sera stessa, alle ore 21:00. Kevin origlia la loro conversazione e, sentendosi impotente, inizia a preoccuparsi. Nel frattempo Kate, riuscita a ripartire, fa scalo prima a Dallas e poi a Scranton, dove però non riesce a trovare posto su nessun volo per Chicago; presa dallo sconforto, inizia ad arrendersi all'idea di dover attendere ancora, ma viene aiutata da un gruppo di bizzarri musicisti diretti a Milwaukee, guidati da Gus Polinski, che le offrono un passaggio fino a Chicago in furgone insieme a loro.
Quella sera stessa Kevin, che inizia a rendersi conto di essere stato cattivo con la sua famiglia e di sentirne la mancanza, si reca in chiesa, dove un coro di ragazzini sta facendo le prove per un concerto in occasione della messa di Natale. Lì incontra Marley, un suo anziano vicino di casa, oggetto di maldicenze a causa del suo essere sempre solo e della sua abitudine di girare il quartiere con una pala ed un bidone per spargere sale sui marciapiedi, dal quale all'inizio era impaurito quando lo incontrava, anche a causa di una leggenda raccontatagli dal fratello Buzz, secondo cui Marley avrebbe ucciso la sua famiglia a colpi di pala ed il bidone sarebbe pieno di cadaveri conservati dal sale. I due iniziano a parlare: Kevin gli confida il suo sconforto, mentre Marley spiega che nessuna delle voci su di lui è vera e che la sua solitudine è dovuta al complicato rapporto con il figlio, con cui non ha contatti da molto tempo a seguito di un litigio e si è infatti recato in chiesa così tardi per sentire cantare la sua nipotina evitando di incontrare il figlio. Kevin gli suggerisce di contattarlo per tentare di mettere una pietra sopra al passato proprio in occasione delle festività e Marley gli risponde che ci proverà.
Proprio in quel momento, il campanile suona le ore 20:00. Kevin, dopo aver salutato Marley, si precipita a casa e piazza una serie di trappole per difendersi dall'irruzione di Harry e Marv. I due, giunti alle 21:00 precise, fanno scattare le trappole e subiscono varie ferite e umiliazioni, dando una rocambolesca ed esilarante caccia al bambino. Kevin ammira i risultati delle trappole e poi si sposta nella casa vuota di alcuni vicini, chiamando la polizia ed attirandovi i due ladri, che hanno già visitato tale abitazione. Harry e Marv riescono ad acchiappare Kevin e si preparano a vendicarsi, ma prima che possano fare del male al bambino interviene Marley, che tramortisce i due ladri a colpi di pala. Poco dopo la polizia arriva ed arresta i due malviventi, che verranno rinchiusi in prigione, e tutte le case che hanno svaligiato verranno identificate a causa dell'abitudine di Marv di allagarle.
Il giorno successivo è Natale. Dopo essersi svegliato, Kevin scende al piano inferiore, dove constata con delusione che la sua famiglia non è ancora arrivata. Appena ritornato nella camera dei genitori, Kate apre la porta di casa ed i due si fronteggiano in salotto, poco prima di riappacificarsi con un abbraccio. Subito dopo arrivano anche Peter e gli altri figli e tutti si riconciliano con Kevin, che racconta a tutti che cosa ha fatto durante i giorni trascorsi da solo mentre la famiglia era via, tacendo però sul suo incontro con Harry e Marv, anche se Peter trova il dente d'oro rotto di Harry.
Mentre gli altri stanno sistemando i loro bagagli, Kevin, guardando fuori dalla finestra, vede Marley che abbraccia la sua nipotina in compagnia di suo figlio e sua nuora, con i quali ha riallacciato i rapporti. Subito dopo, tuttavia, Buzz si infuria con Kevin per avergli distrutto la camera.

## Produzione
Le riprese si sono svolte dal 14 febbraio 1990 al 16 maggio dello stesso anno.
Il budget di produzione lievitò considerevolmente rispetto a quello preventivato, passando dai circa 10 milioni previsti a 18 milioni di dollari. Questo causò notevoli problemi, al punto tale che Warner Bros. sospese la produzione, salvo poi essere ripresa quando i diritti del film passarono a Fox.
Per il ruolo del ladro Marv, Chris Columbus pensò immediatamente di scritturare Daniel Stern. L'attore rifiutò all'inizio, perché la produzione sarebbe durata quasi due mesi e il cachet non era quello richiesto. Venne sostituito da Daniel Roebuck, che però non trovava la giusta chimica con Joe Pesci. Alla fine, quindi, Columbus tornò sulla scelta iniziale riuscendo a convincere Stern. Per il ruolo di protagonista, Chris Columbus visionò un totale di duecento bambini prima di scegliere Macaulay Culkin, su suggerimento di John Hughes, che lo aveva diretto in Io e zio Buck. Sempre su consiglio di Hughes, il ruolo del "musicista" Gus Polinski venne affidato a John Candy, grande amico del produttore. Candy ricevette appena 414 dollari come compenso, dal momento che recitò per fare un "favore all'amico Hughes". In cambio l'attore canadese ebbe piena libertà di recitazione, improvvisando gran parte dei propri dialoghi: in particolare, nella scena dell'incontro con Catherine O'Hara, Candy improvvisò tutto il discorso sulla "Polka", compreso il ritornello Polka-polka-polka-polkaaaa.

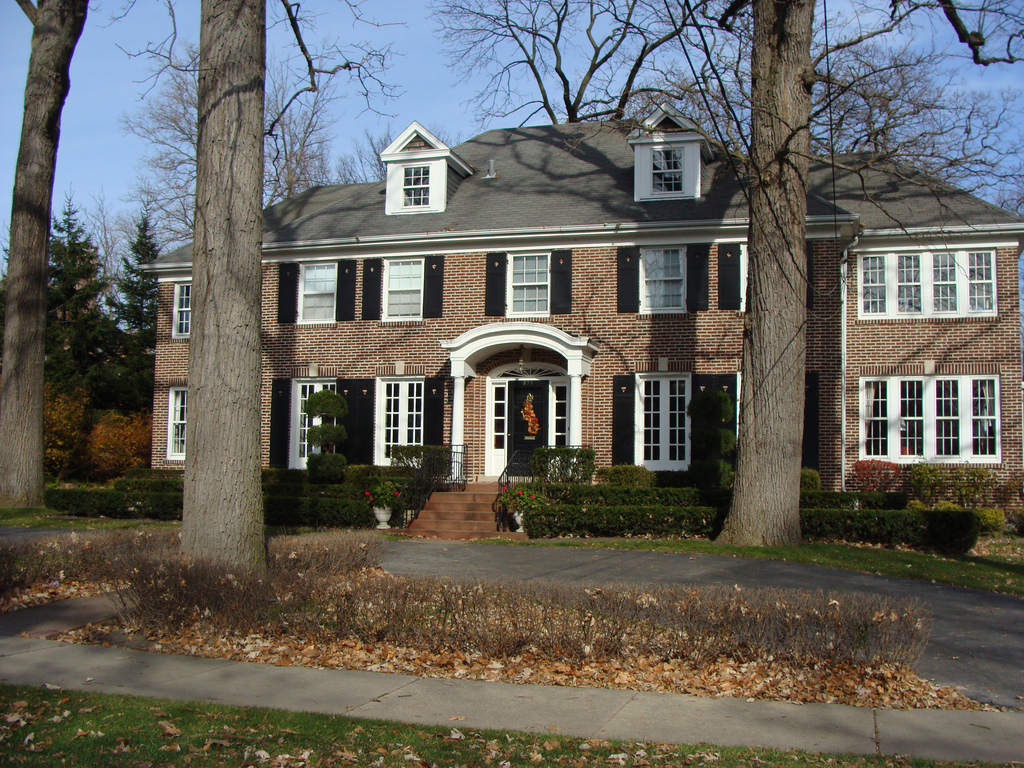
La casa dei McCallister in 671 Lincoln Avenue a Winnetka, Illinois

Sebbene, secondo il film, l'abitazione della famiglia McCallister e gli ambienti circostanti si trovino a Chicago, in realtà buona parte della pellicola fu girata a Winnetka, un villaggio situato a circa 26 km a nord di Chicago; a Chicago fu girata solo la scena della corsa nell'Aeroporto Internazionale O'Hare.
Fuori da Winnetka si possono ricordare alcune location come: le scene interne ed esterne alla chiesa, rispettivamente alla Grace Episcopal Church di Oak Park e la Trinity United Methodist Church di Wilmette; un'altra casa del vicinato, scena di festeggiamenti, è situata in 306 Laurel Avenue ad Highland Park.

### Riprese
Le riprese degli interni della casa dei McCallister non vennero fatte al 671 di Lincoln Avenue, a Winnetka. L'intera casa venne ricostruita nella gigantesca palestra della New Trier High School. Il film presenta un numero elevatissimo di stunts, la maggior parte dei quali venne eseguito senza l'utilizzo di imbracature e mezzi di sicurezza, il che li rese particolarmente rischiosi per le controfigure. Alcuni stunts, inoltre, non potevano essere eseguiti dalle controfigure, pertanto vennero fatti personalmente da Daniel Stern e Joe Pesci: i due attori arrivarono a trattenersi da imprecazioni e parolacce, dato che il film era destinato alle famiglie.
La tarantola usata nel film è vera: nella scena in cui Culkin la pone sul viso di Daniel Stern, l'attore aprì la bocca come se stesse urlando ma non urlò veramente (l'audio dell'urlo venne poi aggiunto in post-produzione) per evitare di spaventare il ragno. Daniel Stern ammise, in un'intervista, di aver avuto paura e chiese alla produzione di far rimuovere il pungiglione del ragno, cosa che non era fattibile perché la tarantola sarebbe morta. La scena in cui Marv e Harry, a bordo del proprio furgone, stanno per investire Kevin, è stata girata all'inverso.
La famosa scena del film di gangster che Kevin guarda alla TV, inizialmente spavaldo e poi spaventato, è una sequenza girata appositamente per il film.
Lo scrittore Todd Strasser ha realizzato una trasposizione letteraria del film e del sequel. Nei romanzi viene descritto il lavoro dei genitori di Kevin: il padre Peter è un uomo d'affari che lavora in borsa (questo potrebbe spiegare la sua distrazione e la superficialità) mentre la madre Kate è una stilista (spiegando il motivo per cui nel seminterrato sono presenti macchine per cucire e manichini).
Nella scena in cui Kevin rovista fra le cose del fratello maggiore Buzz e trova la foto di una ragazza in carne che definisce come la fidanzata di Buzz, in realtà nell'immagine non compariva una ragazza: si trattava del figlio del direttore della fotografia, truccato da ragazzina. La produzione pensò di ricorrere a questo stratagemma pensando che inserire la foto di una vera ragazza in carne sarebbe stato offensivo nei confronti delle ragazze sofferenti di bulimia.

## Distribuzione
(Tagline del film)
Il poster del film, che vede in primo piano il protagonista Kevin McCallister, interpretato da Macaulay Culkin, è stato pensato come parodia de L'urlo di Edvard Munch.
Il film è uscito negli Stati Uniti d'America il 16 novembre 1990 ed in Italia il 18 gennaio 1991. Un cofanetto italiano contenente i quattro film sono stati distribuiti su tre DVD il 3 dicembre 2003, DVD 1: "Mamma, ho perso l'aereo" e "Mamma, ho riperso l'aereo: mi sono smarrito a New York", DVD 2: "Mamma, ho preso il morbillo", DVD 3: "Mamma, ho allagato la casa".

## Accoglienza

### Incassi
Il film ha ottenuto un clamoroso successo nelle sale cinematografiche, dando notorietà internazionale a Macaulay Culkin. Negli Stati Uniti è stato campione d'incassi assoluto della stagione invernale, detenendo ininterrottamente il primo posto del botteghino per dodici settimane consecutive, dal 16 novembre 1990 al 7 febbraio 1991, e rimanendo nella top ten fino al periodo pasquale.
Dopo nove mesi di permanenza in sala il film ha totalizzato 285761243 $ negli Stati Uniti e altri 190923432 $ all'estero, per un totale di 476684675 $ in tutto il mondo, a fronte di un budget di produzione di appena 18 milioni. Fu il più alto incasso dell'anno negli Stati Uniti e il secondo complessivo in tutto il mondo dopo Ghost - Fantasma.
Nelle sale italiane è arrivato nella stagione 1990-1991 classificandosi al quarto posto del box-office; alla sua prima visione TV su Canale 5 l'11 ottobre 1993 alle ore 20:40, ha registrato 13.622.000 telespettatori, in assoluto l'ascolto fino ad allora più alto per un film trasmesso dalle reti Mediaset. Dal suo lancio Home Alone è diventato il film commedia "dal vivo" con maggior incasso di tutti i tempi negli Stati Uniti ed è stato così in tutto il mondo per venti anni fino a Una notte da leoni 2, uscito nel 2011.
Dal 1991 il film è stato riproposto in televisione più volte, in particolare durante il periodo natalizio, riscuotendo anche a distanza di anni un discreto successo. Il film, la cui trama si svolge a cavallo tra il 22 e il 25 dicembre, viene considerato ormai un classico dei film natalizi.

### Critica
Su Rotten Tomatoes ha un indice di approvazione del 66% sulla base di 116 recensioni, con una valutazione media di 5,9/10. Il consenso critico del sito recita: "La premessa irregolare ma spesso divertente del film, allungata in modo irragionevole, è sostenuta dalla simpatica performance di Macaulay Culkin e dalle forti star di supporto". Su Metacritic ha un punteggio medio ponderato di 63 su 100, basato su nove critici, indicando "recensioni generalmente favorevoli".
La rivista Variety ha elogiato il film per il suo cast. Jeanne Cooper del Washington Post ha elogiato il film per il suo approccio comico. Sebbene Caryn James del New York Times abbia giudicato la prima metà del film "piatta e non sorprendente come suggerisce la sua piccola premessa", ha elogiato la seconda metà per il suo umorismo farsesco. Ha anche elogiato il dialogo tra Kevin e Marley, così come le scene finali del film.
Peter Bradshaw di The Guardian ha assegnato al film tre su cinque e ha elogiato la "viva presenza sullo schermo, quasi incandescente di sicurezza" di Culkin. Tuttavia, ha criticato la sua recitazione, definendola "un po' ampia ed educata". Ali Barclay della BBC ha scritto "Culkin segue una linea sottile tra fastidio e tenerezza per tutto il film". Ha anche chiamato la pellicola "un film che riesce a catturare alcune delle migliori qualità del Natale".
Mamma, ho perso l'aereo è diventato gradualmente un classico di Natale. È stato elogiato per alcune battute diventate iconiche, la morale, le trappole, e il personaggio principale.

## Riconoscimenti
- 1991 - Premio Oscar
  - Nomination Migliore colonna sonora a John Williams
  - Nomination Miglior canzone (Somewhere in My Memory) a John Williams e Leslie Bricusse
- 1991 - Golden Globe
  - Nomination Miglior film commedia o musicale
  - Nomination Miglior attore in un film commedia o musicale a Macaulay Culkin
- 1992 - Grammy Award
  - Nomination Miglior canzone (Somewhere in My Memory) a John Williams e Leslie Bricusse
- 1990 - BMI Film & TV Award
  - Miglior colonna sonora a John Williams
- 1991 - British Comedy Awards
  - Miglior film commedia
- 1990 - Chicago Film Critics Association Award
  - Miglior performance rivelazione a Macaulay Culkin
- 1991 - Artios Award
  - Miglior casting per un film commedia a Jane Jenkins e Janet Hirshenson
- 1991 - Kids' Choice Award
  - Film preferito
- 1991 - Young Artist Award
  - Miglior film commedia o d'azione per la famiglia
  - Miglior attore giovane a Macaulay Culkin
  - Nomination Miglior attrice giovane non protagonista a Angela Goethals
- 1991 - American Comedy Awards
  - Attore più divertente a Macaulay Culkin
- 1991 - Golden Screen
  - Golden Screen Award
  - Golden Screen Award con stella
- 2023
  - è stato selezionato per la conservazione nel National Film Registry degli Stati Uniti dalla Biblioteca del Congresso come "culturalmente, storicamente o esteticamente significativo".

## Sequel
- Mamma, ho riperso l'aereo: mi sono smarrito a New York (Home Alone 2: Lost in New York), uscito nel 1992,[27] è l'unico sequel che presenta lo stesso cast tecnico, gli stessi interpreti (ad eccezione di Angela Goethals sostituita da Maureen Elisabeth Shaye per il ruolo di Linnie McCallister) e gli stessi personaggi.
- Mamma, ho allagato la casa (Home Alone 4: Taking Back the House), si tratta di un film per la televisione, uscito nel 2002 direttamente in DVD-Video. Torna gran parte dei personaggi principali del primo film, a cominciare da Kevin McCallister, il fratello Buzz, la sorella maggiore ed i genitori, insieme al ladro Marv accompagnato dalla sua compagna, mentre Harry è in carcere, ma sono tutti interpretati da un cast artistico nuovo, così come completamente rinnovato è anche il cast tecnico. Il ritorno dei personaggi originali e il soggetto sviluppato fanno di questo film una specie di sequel apocrifo dei due film interpretati da Macaulay Culkin.
- Home Sweet Home Alone - Mamma, ho perso l'aereo (Home Sweet Home Alone), si tratta di un remake della storia originale uscito nel 2021 su Disney+, ma allo stesso tempo di un sequel, poiché in alcune clip si nota Buzz, che svolgendo il suo lavoro di poliziotto, racconta ad un collega di quando suo fratello minore Kevin è rimasto a casa da solo durante le feste natalizie. Inoltre si fa riferimento ad una ditta di impianti di sicurezza conosciuta come McAllister il cui logo è la casa presente nella locandina dei primi due film. Un altro riferimento alle prime due pellicole si vede nel film di fantascienza che la famiglia McKenzie sta guardando, che ricorda molto Angels With Filthier Souls, il film col gangster Johnny che Kevin vedeva nel primo film (chiara parodia del lungometraggio Gli angeli con la faccia sporca).